# Salitre de Saavedra
Salitre de Saavedra är en ort i Mexiko.   Den ligger i kommunen Abasolo och delstaten Guanajuato, i den centrala delen av landet, 280 km väster om huvudstaden Mexico City. Salitre de Saavedra ligger 1 692 meter över havet och antalet invånare är 200.
Terrängen runt Salitre de Saavedra är platt åt nordost, men åt sydväst är den kuperad. Runt Salitre de Saavedra är det ganska tätbefolkat, med 124 invånare per kvadratkilometer. Närmaste större samhälle är Pénjamo, 11,4 km nordväst om Salitre de Saavedra. Trakten runt Salitre de Saavedra består till största delen av jordbruksmark.